# Gironico
Gironico (lombardul: Gironegh) település Olaszországban, Lombardia régióban, Como megyében. Lakosainak száma 2219 fő (2013. december 31.). Gironico Cavallasca, Lurate Caccivio, Montano Lucino, Olgiate Comasco, Villa Guardia és Parè községekkel határos.

## Népesség
A település lakossága az elmúlt években az alábbi módon változott:

| 2013 | 2 219 |